# Hollywood Bowl Orchestra
Hollywood Bowl Orchestra är en amerikansk symfoniorkester. Den grundades 1945 under namnet Hollywood Bowl Symphony Orchestra av dirigenten Leopold Stokowski, men upplöstes två år senare och ersattes vid framträdanden i Hollywood Bowl av Los Angeles Philharmonic. 1991 återbildades orkestern under sitt nuvarande namn, med John Mauceri som dirigent. Hollywood Bowl Orchestra uppträder vid konserter i Hollywood Bowl, i skivinspelningar för Philips Classics och på turnéer världen runt.